# Jakub Acanthido-Mitis
Jakub Acanthido-Mitis zvaný též Acanthes (asi 1580 Velká Polom - po 1623) byl český spisovatel humanistické orientace. Původně psal zejména latinsky, od roku 1603 občas i česky, po roce 1615 výhradně česky. Jeho díla měla zejména náboženské náměty. Jeho literární jméno bylo poctou jednak otci, který byl utrakvistickým duchovním a vystupoval jako Pavel Acanthis Horažďovický, a pak strýci, jenž byl velvarským primasem a jmenoval se Jan Mitis.

## Život
Jakub vystudoval na pražské univerzitě, kde se v roce 1603 stal bakalářem. Poté byl svým příznivcem Heníkem z Valdštejna pozván k vedení školy v Dobrovici (u Mladé Boleslavi). Roku 1605 pokračoval ve studiích na univerzitě ve Wittenbergu, opět díky finanční podpoře Heníka. V roce 1608 byl ve Wittenbergu vysvěcen na kněze. Po návratu se oženil a působil jako protestantský kněz v Říčanech, Kounicích, v Dřínově a Královicích. V době českého stavovského povstání byl farářem ve Skramníkách, odkud po porážce protestantů v bitvě na Bílé hoře odešel roku 1623 do exilu. O jeho dalších osudech není nic známo.
Roku 1612 vydal spis Cunae Theantropi mundo nati. Jde o výklad různých částí Bible vztahujících se k narození Ježíše. Rok poté vydal Asylum piorum, výklad 3. žalmu Davidova. Roku 1614 vydal Kratičké a sprosté správy světské vysvětlení, kde vyzývá vládce a úředníky ke střídmosti. Spis Zprávu o rodu a života skonání jeho oslavuje Albrechta Václava Smiřického. Roku 1619 vydal v Praze u Pavla Sessia spis Katechismus náboženství pravého křesťanského. Text má formu otázek a odpovědí. Téhož roku vydal pohřební kázání pod názvem Lessus funebris. Proneseno bylo původně na pohřbu direktora Českého království Albrechta Jana Smiřického. K výukovým účelům přeložil z latiny heidelberský katechismus pod titulem Katechismus náboženství pravého křesťanství, vyšel taktéž roku 1619.